# Arkansas GlacierCats
Die Arkansas GlacierCats waren eine US-amerikanische Eishockeymannschaft in Little Rock, Arkansas. Das Team spielte von 1998 bis 2000 in der Western Professional Hockey League.

## Geschichte
Die Arkansas GlacierCats wurden 1998 als Franchise der Western Professional Hockey League gegründet. Ihre erste Spielzeit, die Saison 1998/99, schlossen sie auf dem vierten Platz der WPHL East-Division ab. Mit 79 Punkten in 69 Spielen qualifizierten sie sich auf Anhieb für die Playoffs um den President’s Cup, in denen sie bereits in der ersten Runde den Monroe Moccasins in der Best-of-Three-Serie mit 1:2 Siegen unterlagen. In der folgenden Spielzeit erreichten die GlacierCats erneut aufgrund des vierten Platzes in der WPHL East-Division die Playoffs, in denen sie sich zunächst in der ersten Runde für die Vorjahresniederlage bei den Monroe Moccasins revanchieren konnten, ehe sie in der zweiten Runde gegen Central Texas Stampede in der Best-of-Seven-Serie mit 1:3 verloren. Anschließend beschlossen die Besitzer des Franchises, Ed Novess und Dan Hart aus Austin, Texas, das Team aus dem Spielbetrieb der WPHL zu nehmen und es aufzulösen.
Der Hauptgrund für das Aus der GlacierCats war die Konkurrenz durch die in der Nachbarstadt North Little Rock spielenden Arkansas RiverBlades aus der East Coast Hockey League, die ihre Heimspiele in der neuen, mehr als doppelt so viele Zuschauer fassenden Verizon Arena austrugen.

## Saisonstatistik
Abkürzungen: GP = Spiele, W = Siege, L = Niederlagen, T = Unentschieden, OTL = Niederlagen nach Overtime SOL = Niederlagen nach Shootout, Pts = Punkte, GF = Erzielte Tore, GA = Gegentore, PIM = Strafminuten
| Saison  | GP | W  | L  | T | OTL | SOL | Pts | GF  | GA  | Platz     | Playoffs                        |
| 1998/99 | 69 | 37 | 27 | — | 5   | —   | 79  | 272 | 247 | 4., WPHLE | Niederlage in der ersten Runde  |
| 1999/00 | 71 | 32 | 29 | — | 9   | —   | 73  | 257 | 295 | 4., WPHLE | Niederlage in der zweiten Runde |

## Team-Rekorde

### Karriererekorde
Spiele: 138  Tim Findlay
Tore: 89  Tim Findlay
Assists: 116  Tim Findlay
Punkte: 205  Tim Findlay
Strafminuten: 643  Marty Melnychuk